# タイニー・パンクス
タイニー・パンクスとは、日本のヒップホップ黎明期に活動したヒップホップ・グループである（TINNIE PUNXもしくはTINY PANX〈Aはアナキズムのマークである丸の中にA〉と表記される）。
ビースティ・ボーイズの初来日公演の後楽園ホールではオープニング・アクトをつとめた。

## 概要
日本のヒップホップが黎明期であった1985年、当時すでにクラブDJとして活動していた藤原ヒロシと、ロックバンドの東京ブラボーで活動していた高木完により結成される。同年いとうせいこうと共同名義のアルバム『建設的』でデビュー。近田春夫のBPMレーベルより、12インチシングル『I Luv Got The Groove』（President BPMとのスプリット盤）を発表。このころの表記は「TINNIE PUNX」である。グループ名の由来は藤原のロンドンに滞在していたときのニックネームから。その後、表記を「TINY PANX」と改める。
1988年、中西俊夫、K.U.D.O.とクラブミュージック専門のインディ・レーベルMAJOR FORCEを設立、シングル『LAST ORGY』を発表。また、T.P.O. (Tiny Panx Organization) 名義でインスト作品を発表。
また、音楽活動と並行し、宝島やB-BOYにてコラムを連載、ヒップホップ、レアグルーヴをはじめとする最新の音楽やクラブ系ファッションの情報を扱った。
1990年ごろ解散、個々の活動を行うが、1996年再結成シングル『YESTERMORROW』を発表した。

## ディスコグラフィー

### シングル
- NASU-KYURI / I Luv Got The Groove
- FAITH, HOPE & CHARITY / DO the PUNK ROCK
- LAST ORGY
- YESTERMORROW

#### T.P.O.名義
- Hiroshi's Dub / Family Stoned Beat
- Hiroshi's Dub Remix
- Tiny Panx Organization

### アルバム
- 建設的（いとうせいこう&TINNIE PUNX名義）

## 雑誌連載
- LAST ORGY - 宝島
- THE KING OF CROSS - B-BOY